# 유백만
유백만(兪百萬, 1942년 9월 20일 ~ )은 전 KBO 리그의 야구 감독이자, 골프 선수인데 본래 이름은 유병언(兪秉彦)이었으나 나중에 개명했다.
울산 출신으로 부산상고를 졸업하였으며 초등학교 6학년 때 부산으로 이사를 했고 중학교 때 야구를 시작했는데 본인(유백만)의 고등학교(부산상고) 1년 선배인 김응룡은 피란 오기 전 축구선수였던 삼촌을 따라다니면서 축구를 했고 중학교(부산 개성중) 초창기 때도 축구선수로 활동했다가 나중에 야구선수로 전향했다.
고등학교 시절 투수와 3루수를 번갈아 맡았다가 이후 상업은행 등 실업 팀에서 투수로 활약하였다. 실업 야구 시절 노히트 노런을 4차례나 기록하는 등 팀의 에이스로 활약하였는데 최초 실업 야구 노히트 노런과 실업 야구 최초 100승 투수이기도 했다. 30대 초반 때 선수 생활을 마감하고 바로 상업은행 팀의 감독으로 취임하였다.
KBO 리그가 출범하자 백인천 감독 아래에서 MBC 청룡의 창단 코치로 부임했다. 1983년 4월, 백인천이 간통 혐의에 따른 구속으로 MBC 청룡에서 해임되었을 때 감독 대행을 맡았다. 동년 5월 김동엽이 감독으로 부임하자 야구 철학이 다르다는 이유로 같은 해 6월 9일 팀을 떠났다가 27일부터 삼성 라이온즈의 코치로 이적했으며 1985년 1군-2군을 별도로 분리함에 따라 2군 투수코치로 자리를 옮겼다.
한편, 삼성은 앞서 언급한 것처럼 유백만 투수코치가 1985년 1군-2군을 별도로 분리함에 따라 2군 투수코치로 자리를 옮겨 정동진 수석코치가 투수코치까지 겸임했으며 이 같은 부담감을 덜기 위해 원년 개막전 선발투수 황규봉을 1986년 시즌 뒤 투수코치로 승격시켰다.
하지만, 삼성은 황규봉의 코치 승격,  김일융의 일본 복귀, 성준의 방위복무 때문에  투수진이 부실해져 1987년 한국시리즈에서 4패로 준우승에 머물렀고 이에 장명부 전 빙그레 투수를 1988년 2월 16일부터 2군 투수코치(1년 전속계약)로 영입했다.
아울러, 김동엽이 1983년 한국시리즈의 부진으로 물러났다가 1986년 다시 MBC 청룡 감독으로 복귀했을 때 유백만도 청룡으로 복귀하여 코치직에 취임했다. 이후 김동엽이 1987년 성적 부진으로 다시 사임하자, 유백만이 감독 대행을 맡았고 1988년에는 정식 감독으로 승격되었으며 이 과정에서 부산상고 후배인 강병철을 타격코치로 영입할 예정이었으나  빙그레행 열차를 타는 바람에 좌절됐다. 
아마추어식의 강압적인 지도가 대세였던 당시 선수들의 자율성을 최대한 존중하는 등의 시대를 앞선 면모를 보였으나 세이브전문투수 김용수를 개막전에 선발등판시켰다가 0-3으로 무너진 후 마운드 전체가 앞뒤를 가릴 수 없을 만큼 흔들려 시즌개막 5연패를 당하는 등 전기리그 최하위, 후기리그 5위에 그쳐 성적 부진으로 1년 만에 경질되었는데 에이스 김건우의 부상결장으로 투수력이 붕괴된 데다 이광은의 부상으로 인한 부진, 2루수와 포수 자리에서 취약점을 드러낸 게 컸다. 하지만 그의 지도 스타일에 비해 극과 극으로 강압적이었던 후임자 배성서가 감독을 맡은 해에는 선수들이 잘 적응하지 못해 전지훈련 때 투수 정삼흠이 배성서 감독에게 항명한 사건이 있을 정도로 대조적이었다. 이후 야구계를 떠났다가  1990년 삼성 라이온즈 코치로 프로야구 복귀를 했는데 같은 해 골프계에 입문하여 1999년에는 한국프로골프 시니어 대회에서 우승하는 등 골퍼로서 활약했으며 1993년 시즌 뒤 삼성과의 계약이 종료된 후 같은 팀에서 인스트럭터(94~95년)로 활동하기도 했는데 1989년 시즌 후 고향 팀인 롯데 자이언츠 감독 물망에 한때 거론됐다.
한편, 삼성은 원년 선수 출신의 코칭스태프가 경험 부족 때문에 1989년 부임한 정동진 감독을 보필하기 어렵다고 구단 측에서 판단하여 본인(유백만)을 수석코치로 영입했으며 이 과정에서 원년멤버이자  1987년 선수에서 승격한  황규봉 1군 투수코치가 일본 야구 연수를 위해 삼성에서 재계약을 포기했고 그 이후 프로야구계와 작별했다.
그를 거친 골프 선수 중 대표적인 선수가 배상문이다.
이와 함께, 상업은행 농구선수 출신 박신자가 본인(유백만)과 마찬가지로 14번을 달았으며 유백만이 한국화장품 감독을 맡았을 때 당시 투수이자 본인(유백만)의 삼성 코치(1차) 시절 선수였던 황규봉은 대학(고려대) 1학년 때인 1973년 필리핀 아시아야구선수권대회에 국가대표로 발탁됐지만 대회 도중 숙소에서 불이 나 3층에서 뛰어내리다 부상을 입은 뒤 한동안 성인 국가대표팀을 떠났다가 1976년 콜롬비아 세계야구선수권대회를 통해 성인 국가대표팀에 복귀했으나 1977년 8월 고소공포증으로 쓰러져  또다시 국가대표팀을 떠났다가 1979년 9월 다시 마운드에 섰고 1980년 8월 세계야구선수권대회부터 성인 국가대표팀에 복귀했으며 1976년 콜롬비아 세계야구선수권대회와 1980년 이후 성인 국가대표팀에서 뛸 당시에는 자신의 고유번호였던 1번을 이해창이 달고 있었던 터라  유백만의 등번호인 14번을 달기도 했다.

## 출신학교
- 초량초등학교
- 부산남중학교
- 부산상업고등학교